# Dicranota (Dicranota) astigma
Dicranota (Dicranota) astigma is een tweevleugelige uit de familie Pediciidae. De soort komt voor in het Nearctisch gebied.